# Námořnictvo Jižního válčiště
Námořnictvo Jižního válčiště Čínské lidové osvobozenecké armády (čínsky v českém přepisu čung-kuo žen-min ťie-fang-ťün nan-pu čan-čchü chaj-ťün, pchin-jinem zhōngguó rénmín jiěfàngjūn nánbù zhànqū hǎijūn, znaky zjednodušené 中国人民解放军南部战区海军), dříve také známé jako Jihomořská flota (čínsky v českém přepisu nan-chaj ťien-tuej, pchin-jinem nánhǎi jiànduì, znaky zjednodušené 南海舰队), je námořní složka Jižního válčiště Čínské lidové osvobozenecké armády a jedna ze tří flot Námořnictva Čínské lidové osvobozenecké armády.
Námořnictvo Jižního válčiště je dlouhodobě zodpovědné za „ochranu čínských národních zájmů v Jihočínském moři“, přičemž bezpečností situaci v této oblasti značně komplikují sporné námořní nároky jednotlivých států, včetně nároků Čínské lidové republiky. Rozsah možných operací Námořnictva Jižního válčiště je značný: od protiponorkového boje vedeného proti plavidlům regionálních námořnictev či Námořnictva Spojených států amerických, až po potenciálně komplexní vyloďovací operace na vzdálených a izolovaných ostrovech.

## Velení
| Velitelé (od roku 2016) 1. vadm. Šen Ťin-lung (沈金龙) ( 2016 – leden 2017) 2. vadm. Wang Chaj (王海) (leden 2017 – ve funkci) | Političtí komisaři (od roku 2016) 1. vadm. Liou Ming-li (刘明利) (2016 – prosinec 2019) 2. vadm. Jang Č'-liang (杨志亮) (prosinec 2019 – ve funkci) |

## Seznam lodí
| Třída                                 | Jméno a číslo lodi |
| Letadlová loď                         | Letadlová loď |
| ------------------------------------- | --- |
| Letadlová loď typu 002                | Šan-tung (17) |
| Vrtulníková výsadková loď (LHD)       | |
| Výsadková loď typu 075                | Chaj-nan (31), Chu-pej (34) |
| Amphibious transport dock (LPD)       | |
| Výsadková loď typu 071                | Čchi-lien-šan (985), Wu-č-šan (987), Čchang-paj-šan (989), Kchun-lun-šan (998), Ťing-kang-šan (999) |
| Křižníky                              | |
| Křižník (velký torpédoborec) typu 055 | Ta-lien (105), Jen-an (106) |
| Torpédoborce                          | |
| Torpédoborec typu 052D                | Chöch chot (161), Nan-ning (162), Ťiao-cuo (163), Kuej-lin (164), Čan-ťiang (165), Wej-nan (166), Kchun-ming (172) (vlajková loď), Čchang-ša (173), Che-fej (174), Jin-čchuan (175)                                                              |
| Torpédoborec typu 052C                | Lan-čou (170), Chaj-kchou (171) |
| Torpédoborec typu 052B                | Kuang-čou (168), Wu-chan (169) |
| Torpédoborec typu 051B                | Šen-čen (167) |
| Fregaty                               | |
| Fregata typu 054A                     | Sien-ning (500), Sü-čchang (536), Cheng-jang (568), Jü-lin (569), Chuang-šan (570), Jün-čcheng (571), Cheng-šuej (572), Liou-čou (573), San-ja (574), Jüe-jang (575)                                                                             |
| Fregata typu 053H3                    | Luo-jang (527), Mien-jang (528) |
| Fregata typu 053H1                    | Šao-kuan (553) |
| Korvety                               | |
| Korveta typu 056                      | Mej-čou (584), Paj-se (585), Ťie-jang (587), Čching-jüan (589), Lu-čou (592), Čchao-čou (595), Čchin-čou (597) |
| Korveta typu 056A                     | Pchan-č’-chua (621), Kuang-an (622), Pa-čung (625), En-š’ (627), Jung-čou (628), Tchung-žen (644), Suej-ning (646), Nan-čchung (647), Chan-čung (648), Kuang-jüan (649), Su-čchien (666), Ťing-men (667), Čchü-ťing (668), Liou-pchan-šuej (669) |
| Raketové čluny                        | |
| Raketový člun typu 037II              | Lien-ťiang (768), Sin-chuej (769) |
| Raketový člun typu 037IG              | Fu-ting (766), Fu-an (767) |
| Raketový člun typu 022                | ~35? |
| Ponorky                               | |
| Ponorka typu 094                      | 411, 412, 413, 414, 417, 421 |
| Ponorka typu 093                      | 407, 408, 409, 410 |
| Třída Kilo (877EKM, 636, 636M)        | 370, 371, 372, 373 |
| Ponorka typu 039                      | 322, 324, 325, 326, 329 |
| Ponorka typu 035                      | 305, 306, 307, 308, 309, 310, 311, 312 |
| Tankové výsadkové lodě (LST)          | |
| Výsadková loď typu 072A               | Chua-ting-šan (992), Luo-siao-šan (993), Taj-jün-šan (994), Wan-jang-šan (995), Lao-tchie-šan (996), Jün-wu-šan (997) |
| Výsadková loď typu 072III             | Tan-sia-šan (934), Süe-feng-šan (935), Chaj-jang-šan (936), Čching-čcheng-šan (937), Lü-liang-šan (938), E-mej-šan (991) |
| Výsadková loď typu 073A               | Chua-šan (945), Sung-šan (946), Lu-šan (947), Süe-šan (948), Cheng-šan (949), Tchaj-šan (950) |
| Minolovky                             | |
| Minolovka typu 081                    | Lu-si (740), Siao-i (741), Tchaj-šan (742), Čchang-šu (743), Che-šan (744), Liou-jang (745) |
| Minolovka typu 082I                   | Jang-šuo (822), Jung-šun (823), Ta-sin (824), Chua-žung (825), Žung-ťiang (826), Čchiung-chaj (745) |
| Zásobovací a podpůrné lodě            | |
| Bojová zásobovací loď typu 901        | Čcha-kan-chu (905) |
| Zásobovací loď typu 903/903A          | Wej-šan-chu (887), Chung-chu (963), Luo-ma-chu (964) |
| Zásobovací loď typu 904               | Tung-tching-chu (883), Ťing-pcho-chu (884) |
| Zásobovací loď typu 904A              | Fu-sien-chu (888) |
| Zásobovací loď typu 904B              | Ťün-šan-chu (961), Lu-ku-chu (962) |
| Zásobovací tanker typu 908            | Čching-chaj-chu (885) |
| Zpravodajská loď typu 815             | Chaj-wang Sing (792), Tchien-wang Sing (793), Tchien-šu Sing (797) |
| Testovací lodě                        | Cu Čchung-č’ (839), Li S’-kuang (894) |
| Ponorková podpůrná loď typu 925       | Saj-li-mu-chu (831) |
| Poloponorná loď typu 711              | Jin-ma-chu (834) |
| Nemocniční loď typu 920A              | S’-lu Fang-čou (867) |
| Nemocniční loď typu 919               | Jou-aj (861), Jou-chao (862) |